# プランキア (小惑星)
プランキア (1069 Planckia) は小惑星帯の小惑星。1927年1月28日、ハイデルベルクでドイツの天文学者マックス・ヴォルフが発見した。
ドイツの物理学者マックス・プランクに因んで命名された。